# Matisia stenopetala
Espèce
Statut de conservation UICN

 VU D2 : Vulnérable
Matisia stenopetala est une espèce de plantes de la famille des Malvaceae.

## Publication originale
- Phytologia 4: 568. 1954.